# Třebestovice
Třebestovice è un comune della Repubblica Ceca facente parte del distretto di Nymburk, in Boemia Centrale.

## Storia

### Simboli
Lo stemma e la bandiera sono stati concessi al comune con decreto del presidente della Camera dei deputati del Parlamento della Repubblica ceca del 5 aprile 2001.